# XGRA: Extreme G Racing Association
XGRA: Extreme G Racing Association es un videojuego de carreras futurista, la cuarta y última entrega de la serie Extreme-G, después de XGIII: Extreme G Racing. Este juego presenta más pistas y un nuevo sistema de armas.

## Jugabilidad
La jugabilidad es similar pero ligeramente diferente a los juegos anteriores de la serie. XGRA presenta una amplia gama de ciclistas, pistas y bicicletas que pueden acelerar a un ritmo increíblemente rápido, pasando de 0 a 300 mph (0 a 482,8 km/h) en cuestión de segundos. Una característica que regresa es la capacidad de romper la barrera del sonido: al alcanzar 750 mph, todos los efectos de sonido se cortarán, excepto el sonido de la recolección de elementos, las burlas de otros ciclistas, los disparos de armas y la música del juego.
XGRA permite a los jugadores competir para 8 equipos diferentes, y la bicicleta de cada equipo tiene sus propias ventajas e inconvenientes, como regeneración, manejo, velocidad, aceleración y protección.

## Recepción
| Críticas Publicación Calificación GC PS2 Xbox Edge N/A 5/10 [ 2 ] N/A Electronic Gaming Monthly 6.83/10 [ 3 ] 6.83/10 [ 3 ] 6.83/10 [ 3 ] Eurogamer N/A 5/10 [ 4 ] N/A Game Informer N/A 5/10 [ 5 ] 5/10 [ 6 ] GamePro N/A N/A u [ 7 ] GameSpot 7.2/10 [ 8 ] 7.2/10 [ 9 ] 7.4/10 [ 10 ] GameSpy N/A [ 11 ] [ 12 ] GameZone 7.1/10 [ 13 ] 7.6/10 [ 14 ] N/A IGN 7.5/10 [ 15 ] 7.5/10 [ 16 ] 7.5/10 [ 17 ] Nintendo Power 3.2/5 [ 18 ] N/A N/A Official PlayStation Magazine (EEUU) N/A [ 19 ] N/A Official Xbox Magazine N/A N/A 7.8/10 [ 20 ] Puntuaciones de reseñas Metacritic 69/100 [ 21 ] 68/100 [ 22 ] 66/100 [ 23 ] |              |              |              |
| Críticas |              |              |              |
| Publicación | Calificación | Calificación | Calificación |
| Publicación | GC           | PS2          | Xbox         |
| Edge | N/A          | 5/10         | N/A          |
| Electronic Gaming Monthly | 6.83/10      | 6.83/10      | 6.83/10      |
| Eurogamer | N/A          | 5/10         | N/A          |
| Game Informer | N/A          | 5/10         | 5/10         |
| GamePro | N/A          | N/A          | u            |
| GameSpot | 7.2/10       | 7.2/10       | 7.4/10       |
| GameSpy | N/A          | [ 11 ]       | [ 12 ]       |
| GameZone | 7.1/10       | 7.6/10       | N/A          |
| IGN | 7.5/10       | 7.5/10       | 7.5/10       |
| Nintendo Power | 3.2/5        | N/A          | N/A          |
| Official PlayStation Magazine (EEUU) | N/A          | [ 19 ]       | N/A          |
| Official Xbox Magazine | N/A          | N/A          | 7.8/10       |
| Puntuaciones de reseñas |              |              |              |
| Metacritic | 69/100       | 68/100       | 66/100       |

XGRA: Extreme-G Racing Association recibió críticas "promedio" en todas las plataformas según el sitio web de agregación de reseñas Metacritic.